# Toninho Barroso
Antônio José Fernandes Barroso, mais conhecido como Tuninho Barroso (Rio de Janeiro, 27 de maio de 1956), é um ex-treinador de futebol brasileiro que esteve a frente da Seleção Brasileira Sub-20 na Copa do Mundo FIFA Sub-20 de 1997.

## Carreira
Toninho treinou várias equipes menores no Brasil e, em 1997, foi nomeado treinador da Equipe Nacional de Futebol Sub-20 do Brasil, e permaneceu até 1999. Entretanto, ele treinou o Flamengo por cinco jogos em 1998 e também em outra oportunidades enquanto permaneceu no clube. Em 2008, assumiu o cargo de treinador da Portuguesa-RJ.

## Títulos
Nova Iguaçu
- Campeonato Carioca - Série B1: 2005